# زندان مرکزی مشهد
زندان مرکزی مشهد یا زندان وکیل‌آباد زندان مرکزی شهر مشهد است که پیش از این در خیابان ارگ (پاسداران فعلی)، واقع بود و سپس به منطقهٔ وکیل‌آباد، مکان فعلی منتقل شد که ابتدا در خارج از شهر واقع شده بود اما با پیشروی شهر اکنون در داخل شهر قرار گرفته‌است.

## مشخصات

### بندها
این زندان از چند بند تشکیل شده:
- بند ۱ یا جوانان که مشاوره است و زیر نظر روانشناسان است.
- بندهای ۲ و ۳ برای بزرگسالان و مانند بند ۱ زیر نظر روانشناسان است.
- بندهای ۴ و ۵ که در طبقات مختلف و بندهایی عادی هستند و مانند بندهای مشاوره از قانون منع سیگار و مواد و از این قبیل پیروی نمی‌کنند. بند ۵ خود شامل چهار بند می‌شود به نام‌های ۱۰۱، ۱۰۲، ۱۰۳ و ۱۰۴ که قبلاً با نام ارشاد از آن یاد می‌شود. در بند ۱۰۱ محکومین به اعدام و بازداشت‌شدگان موقت که شامل جرایم سنگین می‌شود، نگهداری می‌شوند. این بند تبعیدگاه زندانیان سیاسی نیز هست. در بند ۱۰۲ متهمین به قتل نگهداری می‌شوند و همچنین بندهای ۱۰۳ برای متهمین نوجوان و بند ۱۰۴ برای جرایم عادی است.
- بند ۶/۱ که یک بند امنیتی به حساب می‌آید و در آن قاتلان حرفه‌ای و سارقان مسلح نگهداری شده و همچنین ده‌ها زندانی سیاسی و عقیدتی در این بند در حبس به سر می‌برند.[۱]
- سایر بندهای این زندان، عبارت‌اند از بند نسوان، بند ۱۳ (نیمه‌باز)، بند ۱/۱، بند روحانیت، بند کودک (برای افراد زیر ۱۸ سال) و بند باز (کار)

### وضعیت زندانیان
زندان وکیل‌آباد بیش از ظرفیت، زندانی دارد که اکثراً بر روی زمین می‌خوابند. حفاظت زندان که مجری اوامر دستگاه‌های امنیتی است، از زندانیان پرخطر نظیر قاتل‌ها و اشرار برای فشار به دیگر زندانیان، به ویژه زندانیان سیاسی و عقیدتی استفاده می‌کند.
رفتار زشت و تحقیرآمیز زندان‌بانان با زندانیان بر رنج زندان می‌افزاید. کیفیت غذای زندان نیز بسیار بد است و خدمات پزشکی از زندانیان سیاسی دریغ می‌شود. هر زندانی در هر ۳ ماه یک‌بار اجازهٔ ویزیت پزشک دارد و معمولاً پزشک بدون توجه به مشکل فرد صرفاً سه مدل دارو تجویز می‌کند و زندانی در صورت اعتراض با رد بند مواجه می‌شود.

## تحریم
وزارت خزانه‌داری آمریکا در روز پنج‌شنبه ۳ مهر ۹۹ دو قاضی و سه زندان از جمله زندان وکیل‌آباد مشهد را به دلیل نقش آن‌ها در شکنجهٔ بی‌رحمانه، غیرانسانی و تحقیرآمیز، بازداشت‌های خودسرانهٔ افراد به‌دلیل شرکت در اجتماع‌های مسالمت‌آمیز در لیست سیاه خود قرار داد و تحریم کرد.

## زندانیان وکیل‌آباد
- مایکل وایت، (شهروند آمریکا)
- عباس واحدیان شاهرودی[۴]
- احمد قابل[۵]
- کاویز نوزدهی[۶]
- داور نبیل‌زاده[۷]
- حیات جهاندیده[۸]
- غلام‌عباس زارع حقیقی[۹]
- امیر رضایی[۱۰]
- ابراهیم ملکی[۱۱]
- ناهید قدیری[۱۲]
- هاشم خواستار[۱۳]
- ایوار فرهادی[۱۴]
- داریوش عمران‌زاده[۱۵]
- محمدحسین سپهری[۱۶]
- فاطمه سپهری[۱۷]
- رضا مهرگان[۱۸]
- عبدالرسول مرتضوی[۱۹]
- کمال جعفری یزدی[۲۰]
- سعید حنایی